# Jim Adkins
James "Jim" Christopher Adkins (nascido 10 de novembro de 1975, Mesa, Arizona) é um cantor e guitarrista estadunidense. Na adolescência foi membro da banda regional "Dream". Em seguida formou sua banda atual, a Jimmy Eat World, com os amigos de infância Tom Linton, Mitch Porter e Zach Lind.